# Torso di Adele
Il Torso di Adele (Torse d'Adèle) è una scultura dell'artista francese Auguste Rodin. Due versioni, in terracotta e in gesso, sono conservate al museo Rodin di Parigi. Ne sono state tratte anche  fusioni in bronzo.

## Descrizione
Quest'opera rappresenta il torso sdraiato di una donna e si ritiene che sia stata realizzata tra il 1878 e il 1884. Secondo Judith Cladel (1873 – 1958), amica e biografa dell'artista, nacque come studio per una cariatide. Probabilmente l'artista prese come modella l'italiana Adele Abruzzesi, che era una delle modelle preferite di Rodin. Il corpo flessibile e vigoroso di questa modella fu di ispirazione per l'artista per la creazione di varie figure femminili molto sensuali.
Rodin cercò di evocare in questo torso la morbidezza del ventre, l'inarcatura dei fianchi e persino il peso dei seni. Fu solo nel 1889 che la scultura venne completata con l'aggiunta del braccio sinistro e delle gambe, accentuando le forme curve e sensuali della figura, per collocarla nell'angolo superiore sinistro dell'opera La porta dell'inferno (La Porte de l’Enfer). Nelle fotografie della porta scattate da William Elborne nel 1887, la scultura è assente perché Rodin l'avrebbe aggiunta in seguito.
Questo studio venne realizzato, forse a partire dal 1878, per creare una cariatide. Aggiungendovi una testa, questo torso venne ripreso per le figure muliebri nell'Eterna primavera e Le illusioni ricevute dalla terra.